# Лавров, Андрей Иванович
Андре́й Ива́нович Лавро́в (род. 26 марта 1962, Краснодар) — советский и российский гандбольный вратарь, первый в истории трёхкратный олимпийский чемпион по гандболу. В 2000 году в результате опроса, проведённого Международной федерацией гандбола, был признан третьим гандболистом планеты в XX веке (первое место в опросе занял Магнус Висландер, второе — Талант Дуйшебаев).

## Биография

### Клубная карьера
Первый тренер — Юрий Григорьевич Зайцев. Играл за СКИФ (Краснодар, 1978—1992, 2001), клубы Германии, Франции и Хорватии. В составе СКИФа — обладатель Кубка EHF (1990), чемпион СССР (1991), чемпион СНГ (1992), обладатель трёх бронзовых медалей чемпионата СССР (1988, 1989, 1990). Обладатель Кубка Франции, серебряный и бронзовый призёр чемпионата Франции, чемпион Хорватии.

### Карьера в сборных
В составе сборных СССР, СНГ и России — 3-кратный Олимпийский чемпион (1988, 1992, 2000), бронзовый призёр Олимпийских игр (2004), 2-кратный чемпион мира (1993, 1997), чемпион Европы (1996), серебряный призёр чемпионатов мира (1990, 1999), серебряный призёр чемпионатов Европы (1994, 2000), победитель Игр доброй воли (1990), серебряный призёр Игр доброй воли (1994).
С 1995 по 2004 год — бессменный капитан сборной России по гандболу, лучший гандболист России XX века, вратарь сборной мира. За национальную сборную легендарный вратарь провёл 312 матчей и забросил 1 мяч. Был знаменосцем Олимпийской команды России на церемонии открытия Олимпийских игр 2000 года в Сиднее.
В 2005—2011 годах — представитель в Совете Федерации Федерального Собрания РФ от Рязанской областной думы, член Комитета Совета Федерации по бюджету, заместитель председателя Комиссии Совета Федерации по делам молодёжи и спорту. В феврале 2011 года был избран первым вице-президентом Союза гандболистов России. Был уволен с поста первого вице-президента ФГР в январе 2018 года.

## Личная жизнь
Жeнат, двое детей. Супруга — Лаврова Татьяна Петровна. Сыновья: Лавров Иван (1987 г. рожд.), студент университета в Страсбурге, чемпион Франции по гандболу среди юношей; Лавров Сергей (1993 г. рожд.), учится в лицее в Страсбурге, занимается теннисом.
По словам Евгения Трефилова, который играл с Лавровым в Краснодаре, будущий вратарь однажды организовал розыгрыш при участии знакомых из краснодарского цирка, выпустив из клетки слона и прогулявшись с ним по городу, чем распугал прохожих.

## Награды
- Орден «За заслуги перед Отечеством» IV степени (9 июня 2001) — за большой вклад в развитие физической культуры и спорта, высокие спортивные достижения на Играх XXVII Олимпиады 2000 года в Сиднее[5]
- Орден Почёта (31 августа 1998) — за заслуги в развитии физической культуры и спорта[6]
- Орден Дружбы (18 февраля 2006) — за большой вклад в развитие физической культуры и спорта и высокие спортивные достижения[7]
- Орден «Знак Почёта» (1989)
- Медаль «Герой труда Кубани» (Краснодарский край, февраль 2005) — за большой личный вклад в развитие физической культуры и спорта, подготовку Олимпийского резерва на Кубани и высокие спортивные достижения[8]
- Заслуженный мастер спорта России
- Заслуженный мастер спорта СССР (1988)
- Почётный гражданин города Краснодара (2003)